# Герб Туркменской ССР

Герб 1927—1937 гг.

Герб Туркменской Советской Социалистической Республики — государственный символ Туркменской Советской Социалистической Республики.

## Описание
Государственный герб Туркменской Советской Социалистической Республики состоит из изображения на фоне восходящего солнца серпа и молота, красной звезды, фабричных зданий, обрамлённых венком из раскрытого хлопка и колосьев, ковра, с надписью на обвивающей венок красной ленте: «Пролетарии всех стран, соединяйтесь!» на туркменском и русском языках.
В 1977 герб дополнился надписью «ТССР» между серпом и молотом снизу и красной звездой сверху.

## История герба
После своего образования в 1924 году, Туркменская ССР не имела государственных символов. 26 мая 1926 года Туркменским ЦИК создана комиссия по разработке герба, и 18 августа 1926 года ЦИК принял за основу герба республики рисунок художника Андрея Андреевича Карелина: круглый щит помещён на бирюзовом фоне в лучах восходящего солнца. Щит разделён на четыре части, на пересечении линий разделения помещался салорский гёль (узор, помещаемый традиционно в центре ковра), в щите:

— лист тутовника, шелковичная бабочка, кокон;

— гроздья винограда;

— верблюд и трактор;

— ветви хлопка.

Щит окружён венком из колосьев пшеницы, шесть раз перевитых красной лентой. На боковых перехватах ленты через виток располагалась надпись «Пролетарии всех стран, соединяйтесь!» (слева — на русском и армянском, справа — на туркменском и персидском языках). Внизу размещались наковальня и молот, сверху между верхними концами колосьев — красная звезда.
6 октября 1926 года III сессия ЦИК ТССР первого созыва, одобрив проект Конституции, вынесла постановление о принятии, утверждении и введении в действие текста Основного Закона (Конституции ТССР) и внесении его на окончательное утверждение II Всетуркменского съезда Советов рабочих дехканских и красноармейских депутатов.

30 марта 1927 года II Всетуркменский съезд Советов, окончательно утвердил и опубликовал Основной закон Туркменской ССР — Конституцию 1927 года, по которой герб был несколько изменён:

— лист тутовника и бабочка заменены на стадо овец и козлов с пастухом-туркменом на фоне гор Копетдага;

— к трактору добавлен водитель и плуг;

— гроздья винограда заменены одной спелой гроздью;

— ветви хлопка заменены одной ветвью с двумя раскрытыми коробочками.

Девиз стал даваться на двух языках: русском и туркменском.

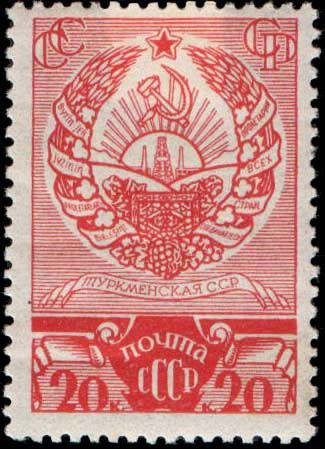
Почтовая марка СССР, 1938 год

По Конституции, принятой Чрезвычайным VI Всетуркменским съездом Советов в марте 1937 года, герб ТССР состоял из изображения на фоне восходящего солнца серпа и молота, красной звезды, фабричных зданий, обрамлённых венком из раскрытого хлопка и колосьев, ковра, перевитого красной лентой с надписью «Пролетарии всех стран, соединяйтесь!» на туркменском и русском языках.
В 1940 году туркменский алфавит переведён на русскую графику, в связи с этим изменены надписи на гербе.
После принятия общесоюзной Конституции 1977 года герб Туркмении был дополнен аббревиатурой названия республики «ТССР». Описание герба приводилось в статье 168 Конституции 1977 года.